# Newberry megye
Newberry megye az Amerikai Egyesült Államokban, azon belül Dél-Karolina államban található. Megyeszékhelye és legnagyobb városa Newberry. Lakosainak száma 37 719 fő (2020. április 1.). Newberry megye Union, Fairfield, Lexington, Richland, Saluda, Greenwood és Laurens megyékkel határos.

## Népesség
A megye népességének változása:
| Lakosok száma | 37 565 | 37 483 | 37 587 | 37 521 | 38 012 | 37 719 |
|               | 2010   | 2011   | 2012   | 2013   | 2015   | 2020   |